# Constantin Belimace
Constantin Belimace (n. 1 august 1848, Muloviște, Imperiul Otoman – d. 1934, Bitolia, Regatul Iugoslaviei) a fost un autor de literatură cultă aromână, de aceeași origine.
Studii primare sunt făcute în satul natal după care continuă la școala sârbă din Belgrad. 
În 1873 se mută la București, unde deschide un birt, ce devine pentru o bună perioadă de timp, locul preferat de întrunire al intelectualilor aromâni, printre care se pot menționa: Andrei Bagav, Constantin Caireti, Apostol Mărgărit, Tașcu Iliescu, s.a.m.d.. 
După 1890 revine în locurile natale, fiind pentru o bună perioadă intendent al Liceului internat din Bitola, liceu cu predare în limba română.
Colaborează la revistele și ziarele aromânești ale vremii. 
În 1922 Tache Papahagi publică în a sa "Antologie Aromânească" o mare parte a poeziilor lui Belimace. 
Poezia Dimãndarea pãrinteascã devine în foarte scurt timp atât de populară, încât este considerată adevăratul "imn" al aromânilor.